# Comunero
Comunero é um termo que identifica aqueles que participaram na Guerra das Comunidades de Castela, uma rebelião de 1520 a 1522 em Castela.
Os comuneros foram os rebeldes que tentaram derrubar o Conselho Real e criar o seu próprio governo. A sua mais firme base de apoio eram as classes média e média-alta. A endinheirada elite tinha sido bem tratada sob o regime de Fernando e Isabel, contudo viu a sua situação entrar em decadência graças ao Conselho Real, onde os mais poderosos nobres estavam. O povo rural e os camponeses tinham geralmente lealdades divididas.
Na segunda fase da rebelião, a revolta conseguiu trazer para o seu lado o Bispo Antonio de Acuña e outras personalidades. Isso ajudou a fazer com que os camponeses ficassem mais amigáveis para com a causa dos comuneros de repelir muitos nobres poderosos preocupados apenas com os seus privilégios.

## Nobres e cavaleiros
- Pedro de Girón, um nobre castelhano. Ele ganhou destaque na junta e, eventualmente, tornou-se um capitão do exército;
- Pedro López de Ayala, Conde de Salvatierra e Capitão do exército comunero;
- Ramiro Núñez de Guzmán, um vereador, e Senhor de Porma e da aldeia de Toral;
- Pedro Maldonado, herdeiro da Casa de las Conchas de Salamanca e Capitão do exército;
- María Pacheco, um nobre castelhano. Ela dirigiu a cidade de Toledo, na ausência de seu marido, Juan de Padilla, e depois da morte de Padilla tornou-se líder do que restou da revolta;
- Luis de Quintanilla, um capitão do exército;
- Juan de Mendoza, nobre senhor de Cubas e Griñón;
- Juan de Padilla, um nobre castelhano e comandante geral do exército comunero;
- Juan Bravo, nobre castelhano;
- Francisco Maldonado, um nobre castelhano;
- Pedro Laso de la Vega, um importante conselheiro da cidade de Toledo, e um moderado que se opôs mais tarde à revolta contra os nobres.

## Plebeus
- Luis de Cuéllar, um exportador e comerciante;
- Antonio Suárez, um comerciante de lã;
- Antonio de Aguilar, um boticário;
- Gonzalo de Ayora, um historiador oficial;
- Bernaldino de los Ríos, um juiz;
- Alonso de Zúñiga, um professor;
- Alonso de Arreo, um vereador e advogado de Navalcarnero.

## Clérigos
- Antonio de Acuña, Bispo de Zamora e de um Capitão do exército;
- Juan de Bilbao, um Franciscano, um dos teóricos e iniciadores do movimento;
- Alonso de Medina, um Dominicano;
- Alonso de Bustillo, um Dominicano e o chefe do departamento de teologia no seminário de Valladolid.